# Майла
Майла (бур. Майла — «прогалина», «солнцепёк», «южная сторона сопки») — посёлок в Хоринском районе Бурятии. Входит в сельское поселение «Хоринское».

## География
Расположен на правом берегу реки Она, при впадении в неё речки Нижняя Майла, в 52 км к северо-востоку от районного центра, села Хоринск.

## История
Основан в 1962 году.

## Население
| 2002 | 2010 |
| ---- | ---- |
| 376  | ↘337 |